# Ultima fermata Brooklyn
Ultima fermata Brooklyn (Last Exit to Brooklyn) è un film del 1989 diretto da Uli Edel, tratto dall'omonimo romanzo di Hubert Selby.

## Trama
Una galleria di personaggi nella Brooklyn degli anni 1950, schiacciata dall'ambiente in cui vive e dalle loro stesse esistenze: un sindacalista alla guida di uno sciopero scopre di essere omosessuale; una prostituta si innamora di un suo cliente; una famiglia non riesce a far fronte al fatto che la figlia sia incinta senza essere sposata.